# Ciutadania

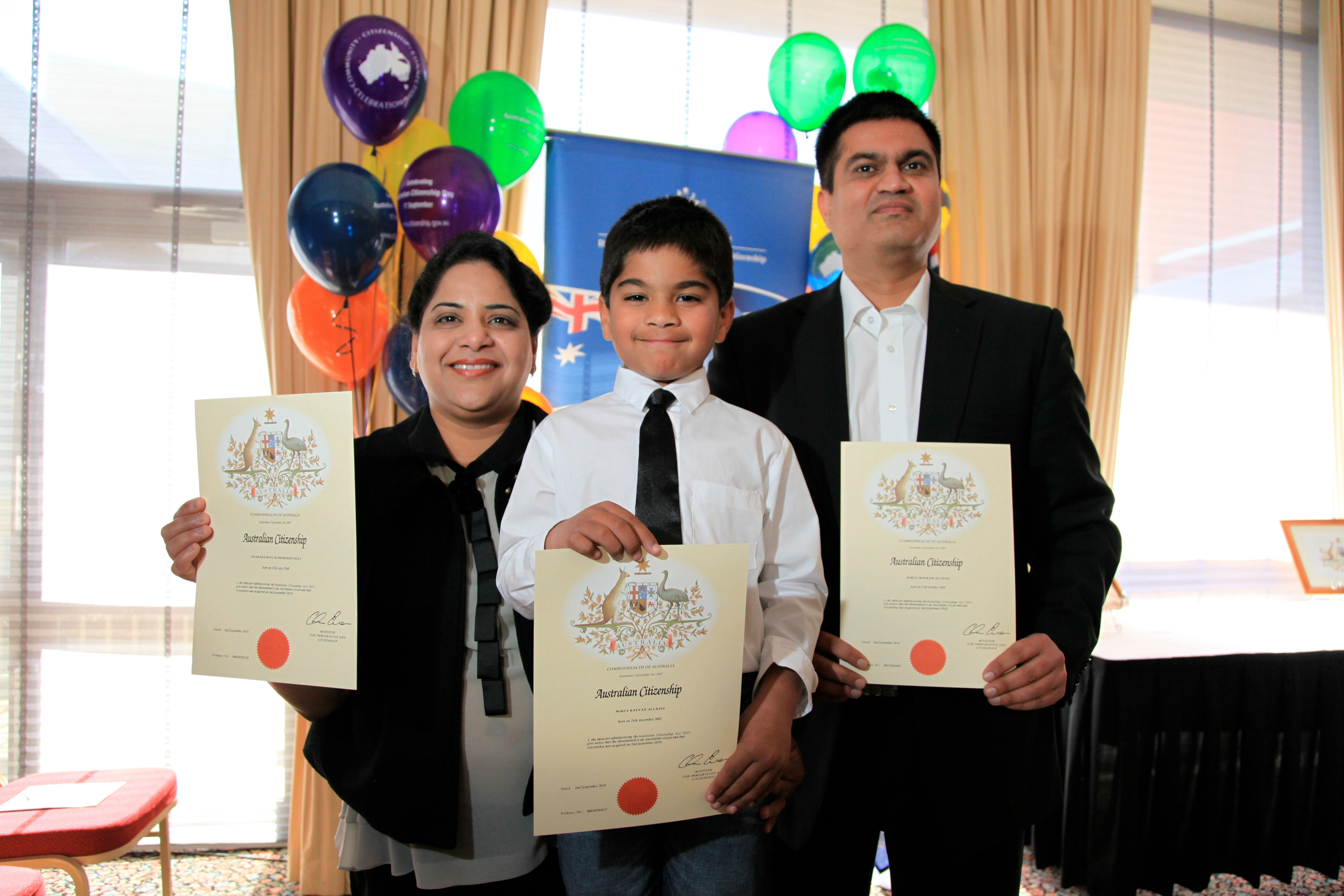
Tres membres d'una mateixa família reben la nacionalitat australiana, el 2 de setembre del 2010.

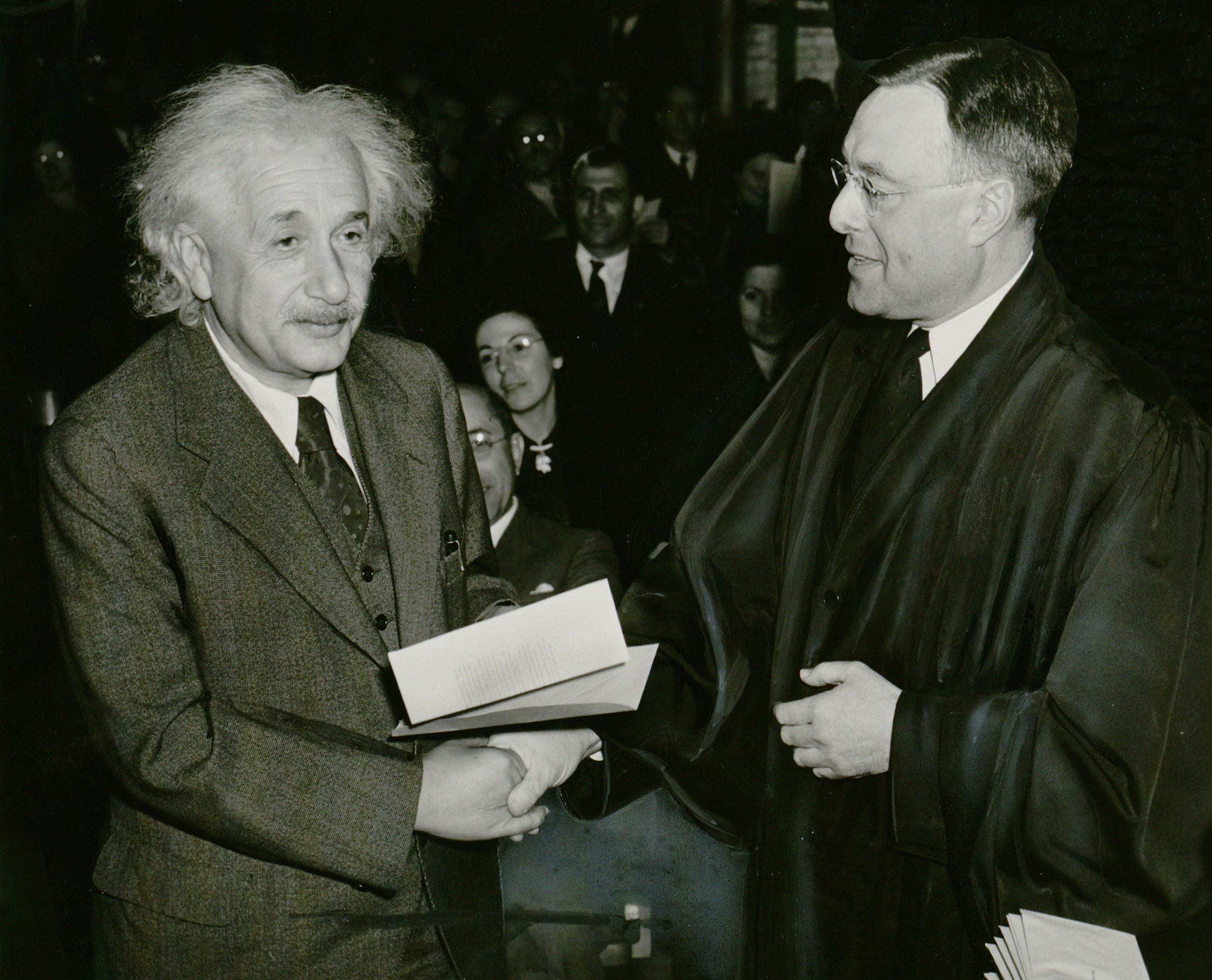
Albert Einstein va obtenir la nacionalitat americana l'1 d'octubre del 1940. En aquesta imatge, rep el document que ho certifica de les mans del jutge Phillip Forman.

La ciutadania és l'estatus reconegut pels costums o la llei i que permet a una persona ser membre d'un estat. Una persona pot tenir ciutadanies múltiples i una persona que no té la ciutadania de cap estat es considera un apàtrida. La ciutadania i la nacionalitat tenen significats diferents, anàlegs als que es desprenen de les diferències de significat entre estat i nació.

## Definició
Conceptualment, la ciutadania i la nacionalitat són dimensions diferents de la pertinença a l'estat, la ciutadania se centra en la vida política interna de l'estat i la nacionalitat és la dimensió de la pertinença a l'estat en el dret internacional. L'article 15 de la Declaració Universal dels Drets Humans estableix que tothom té dret a la nacionalitat[8]. Com a tal, la nacionalitat en el dret internacional es pot anomenar i entendre com a ciutadania, o, de manera més general, com a subjecte o pertanyent a un estat sobirà, i no com a ètnia. Tot i això, al voltant de 10 milions de persones són apàtrides.
A l'època contemporània, el concepte de ciutadania plena engloba no només els drets polítics actius, sinó els drets civils i els drets socials plens.
Històricament, la diferència més significativa entre un nacional i un ciutadà és que el ciutadà té dret a votar per als funcionaris electes i el dret a ser elegit. Aquesta distinció entre ciutadania plena i altres relacions menors es remunta a l'antiguitat. Fins als segles XIX i XX, era típic que només un determinat percentatge de persones que pertanyien a l'estat fossin considerades com a ciutadans de ple dret. En el passat, una sèrie de persones estaven excloses de la ciutadania per sexe, classe socioeconòmica, ètnia, religió i altres factors. Tanmateix, mantenien una relació legal amb el seu govern semblant al concepte modern de nacionalitat.

## Condicionants
Una persona pot ser reconeguda com a ciutadà per diversos motius.
- Nacionalitat. La nacionalitat i la ciutadania són generalment indissociables, la ciutadania és en la majoria dels casos una conseqüència de la nacionalitat.[11]
- Lloc de residència. En alguns països, els residents estrangers tenen drets de ciutadania i poden votar.[11]
- Ciutadania per atorgament honorífic. Aquest tipus de ciutadania es confereix a una persona de manera honorífica.[12]
- Categories excloses. A la majoria de països, els menors no es consideren ciutadans de ple dret. En el passat, hi ha hagut exclusions sobre el dret a la ciutadania per motius com el color de la pell, l'ètnia, el sexe, l'estatus de propietat de la terra i l'estatus lliure (no ser un esclau). La majoria d'aquestes exclusions ja no s'apliquen a la majoria de llocs. Els exemples moderns inclouen alguns països del Golf que rarament atorguen la ciutadania als no musulmans, per exemple, Qatar és conegut per concedir la ciutadania als atletes estrangers, però tots han de professar la fe islàmica per rebre la ciutadania. Els Estats Units concedeixen la ciutadania als nascuts com a resultat de les tecnologies reproductives i als nens adoptats internacionalment nascuts després del 27 de febrer de 1983. Encara persisteixen algunes exclusions per als nens adoptats internacionalment nascuts abans del 27 de febrer de 1983, tot i que els seus pares compleixen els criteris de ciutadania.

### Responsabilitats
Tot ciutadà té obligacions que exigeixen la llei i unes responsabilitats que beneficien la comunitat. Obeir les lleis d'un país i pagar impostos són algunes de les obligacions que la llei exigeix als ciutadans. El vot i els serveis comunitaris formen part de les responsabilitats d'un ciutadà que beneficien la comunitat.
La Constitució de Ghana (1992), l'article 41, obliga els ciutadans a promoure el prestigi i el bon nom de Ghana i respectar els símbols de Ghana. Exemples de símbols nacionals inclouen la bandera de Ghana, l'escut d'armes, els diners i l'espasa de l'estat. Aquests símbols nacionals han de ser tractats amb respecte i alta estima pels ciutadans, ja que representen millor els ghanesos.
A part de les responsabilitats, els ciutadans també tenen drets. Alguns dels drets són el dret a buscar la vida, la llibertat i la felicitat, el dret al culte, el dret a presentar-se a un càrrec electe i el dret a expressar-se.

## Història

### Grècia

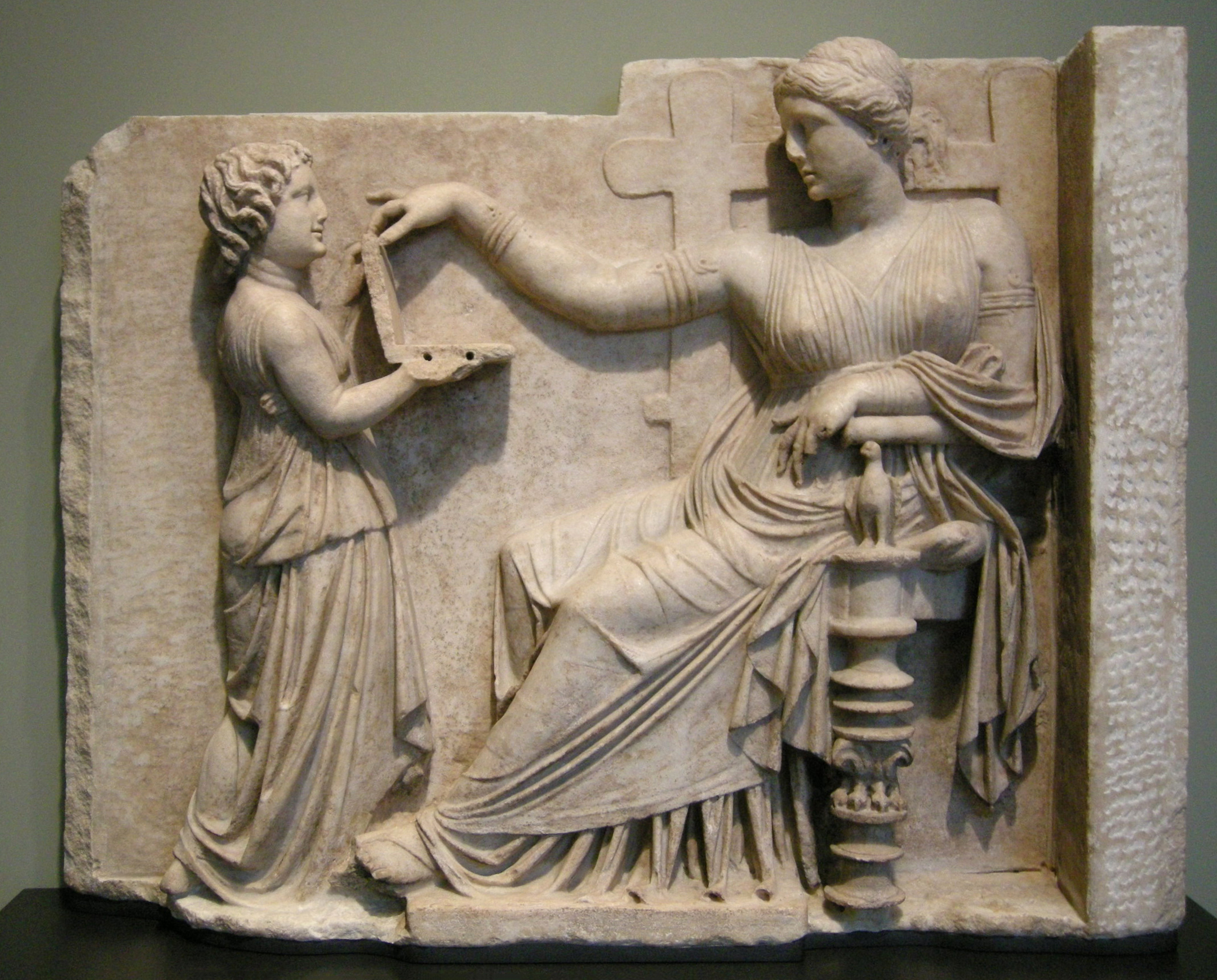
Geoffrey Hosking suggereix que la por a ser esclavitzat va ser una força motivadora clau per al desenvolupament del sentit grec de la ciutadania. Escultura: dona grega atesa per un nen esclau.

Molts pensadors com Giorgio Agamben en el seu treball que amplia el marc biopolític de la Història de la sexualitat de Foucault al llibre Homo Sacer apunten al concepte de ciutadania que comença a les primeres ciutats-estat de l'antiga Grècia, encara que altres veuen es tracta principalment d'un fenomen modern que es remunta a només uns centenars d'anys i, per a la humanitat, que el concepte de ciutadania va sorgir amb les primeres lleis. Polis significava tant l'assemblea política de la ciutat-estat com la societat sencera. El concepte de ciutadania s'ha identificat generalment com un fenomen occidental. Hi ha una visió general que la ciutadania a l'antiguitat era una relació més simple que les formes modernes de ciutadania, tot i que aquesta visió ha estat objecte d'escrutini. La relació de ciutadania no ha estat una relació fixa o estàtica, sinó que ha canviat constantment dins de cada societat, i que, segons una opinió, la ciutadania podria "haver funcionat realment" només en períodes determinats durant determinades èpoques, com quan el polític atenès Soló va fer reformes. al principi de l'estat atenès. La ciutadania també depenia d'una varietat de conjunts biopolítics, com ara la bioètica de les tradicions teofilosòfiques emergents. Calia ajustar-se a la definició d'Aristòtil del desanimat (l'animat) per obtenir la ciutadania: ni l'olivera sagrada ni la primavera tindrien cap dret.
Una part essencial del marc de l'ètica grecoromana és la figura de l'Homo Sacer o la vida nua.
L'historiador Geoffrey Hosking en el seu curs de conferències de Modern Scholar de 2005 va suggerir que la ciutadania a l'antiga Grècia va sorgir d'una apreciació per la importància de la llibertat.
L'esclavitud permetia als propietaris d'esclaus tenir un temps lliure important i permetia la participació en la vida pública. La ciutadania de la Polis estava marcada per l'exclusivitat. La desigualtat d'estatus era generalitzada; els ciutadans (πολίτης politēs < πόλις 'ciutat') tenien un estatus més alt que els no-ciutadans, com ara dones, esclaus i estrangers residents (metecs). La primera forma de ciutadania es basava en la manera de viure de l'antiga Grècia, en comunitats orgàniques a petita escala de la polis. Les obligacions de la ciutadania estaven profundament lligades a la vida quotidiana a la polis. Aquestes comunitats orgàniques a petita escala eren considerades generalment com un nou desenvolupament en la història mundial, en contrast amb les antigues civilitzacions establertes d'Egipte o Pèrsia, o les bandes de caçadors-recol·lectors d'altres llocs. Des del punt de vista dels antics grecs, la vida pública d'una persona no es podia separar de la seva vida privada, i els grecs no distingien entre els dos mons segons la concepció occidental moderna. Les obligacions de la ciutadania estaven profundament relacionades amb la vida quotidiana. Per ser veritablement humà, calia ser un ciutadà actiu de la comunitat, cosa que Aristòtil va expressar famosament: "No participar en la gestió dels afers de la comunitat és ser una bèstia o un déu!" Aquesta forma de ciutadania es basava en les obligacions dels ciutadans envers la comunitat, més que en els drets atorgats als ciutadans de la comunitat. Això no era un problema perquè tots tenien una forta afinitat amb la polis; el seu propi destí i el de la comunitat estaven fortament lligats. Així mateix, els ciutadans de la polis veien les obligacions amb la comunitat com una oportunitat per ser virtuosos, era una font d'honor i respecte. A Atenes, els ciutadans eren alhora governants i governats, els càrrecs polítics i judicials importants es rotaven i tots els ciutadans tenien dret a parlar i votar a l'assemblea política.

### Roma
A l'Imperi romà, la ciutadania es va expandir des de petites comunitats a la totalitat de l'imperi. Els romans es van adonar que concedir la ciutadania a persones de tot l'imperi legitimava el domini romà sobre les zones conquerides. La ciutadania romana ja no era un estatus d'agència política, ja que s'havia reduït a una salvaguarda judicial i a l'expressió de l'estat i la llei. Roma va portar a terme les idees gregues de la ciutadania com els principis d'igualtat sota la llei, la participació cívica en el govern i les nocions que "cap ciutadà hauria de tenir massa poder durant massa temps", però Roma va oferir termes relativament generosos als seus captius, incloses les possibilitats per a formes menors de ciutadania. Si la ciutadania grega era una "emancipació del món de les coses", el sentit romà reflectia cada cop més el fet que els ciutadans podien actuar sobre coses materials així com altres ciutadans, en el sentit de comprar o vendre propietats, possessions, títols, etc. mercaderies.
La ciutadania romana reflectia una lluita entre els interessos patricis de la classe alta contra els grups de treball d'ordre inferior coneguts com a classe plebea. Un ciutadà va arribar a entendre's com una persona "lliure d'actuar per llei, lliure de demanar i esperar la protecció de la llei, un ciutadà de tal o tal comunitat jurídica, de tal o tal situació jurídica en aquella comunitat". La ciutadania significava tenir dret a tenir possessions, immunitats, expectatives, que estaven "disponibles en molts tipus i graus, disponibles o no disponibles per a moltes classes de persones per molts tipus de motius". La llei mateixa era una mena de vincle que unia la gent. La ciutadania romana era més impersonal, universal, multiforme, amb diferents graus i aplicacions.

### Edat Mitjana
Durant l'Edat Mitjana europea, la ciutadania s'associava generalment a ciutats i pobles (vegeu comú medieval), i s'aplicava principalment a la gent de classe mitjana. Títols com els de la burgesia denotaven afiliació política i identitat amb relació a una localitat determinada, així com pertinença a una classe mercantil o comercial; així, els individus de recursos i estatus socioeconòmic respectables eren intercanviables amb els ciutadans.
Durant aquesta època, els membres de la noblesa tenien una sèrie de privilegis per sobre dels plebeus (vegeu aristocràcia), encara que els canvis i les reformes polítiques, començant sobretot amb la Revolució Francesa, van abolir els privilegis i van crear un concepte igualitari de ciutadania.

### Renaixement
Durant el Renaixement, la gent va passar de ser súbdit d'un rei o d'una reina a ser ciutadans d'una ciutat i més tard a una nació. :p.161Cada ciutat tenia la seva pròpia llei, tribunals i administració independent. I ser ciutadà sovint significava estar subjecte a la llei de la ciutat a més de tenir poder en alguns casos per ajudar a triar funcionaris. Els habitants de les ciutats que havien lluitat al costat dels nobles en batalles per defensar les seves ciutats ja no es conformaven amb un estatus social subordinat sinó que reclamaven un paper més gran en forma de ciutadania. La pertinença a gremis era una forma indirecta de ciutadania, ja que ajudava als seus membres a tenir èxit econòmicament. L'auge de la ciutadania va estar lligat a l'ascens del republicanisme, segons un relat, ja que els ciutadans independents significaven que els reis tenien menys poder. La ciutadania es va convertir en un concepte idealitzat, gairebé abstracte, i no significava una relació de submissió amb un senyor o comte, sinó que indicava el vincle entre una persona i l'estat en el sentit més aviat abstracte de tenir drets i deures.

### Modernitat
La idea moderna de ciutadania encara respecta la idea de participació política, però normalment es fa mitjançant "sistemes elaborats de representació política a distància" com la democràcia representativa. La ciutadania moderna és molt més passiva; l'acció es delega a altres; la ciutadania és sovint una limitació per actuar, no un impuls per actuar. No obstant això, els ciutadans solen ser conscients de les seves obligacions amb les autoritats i són conscients que aquests vincles sovint limiten el que poden fer.